# FM 방송

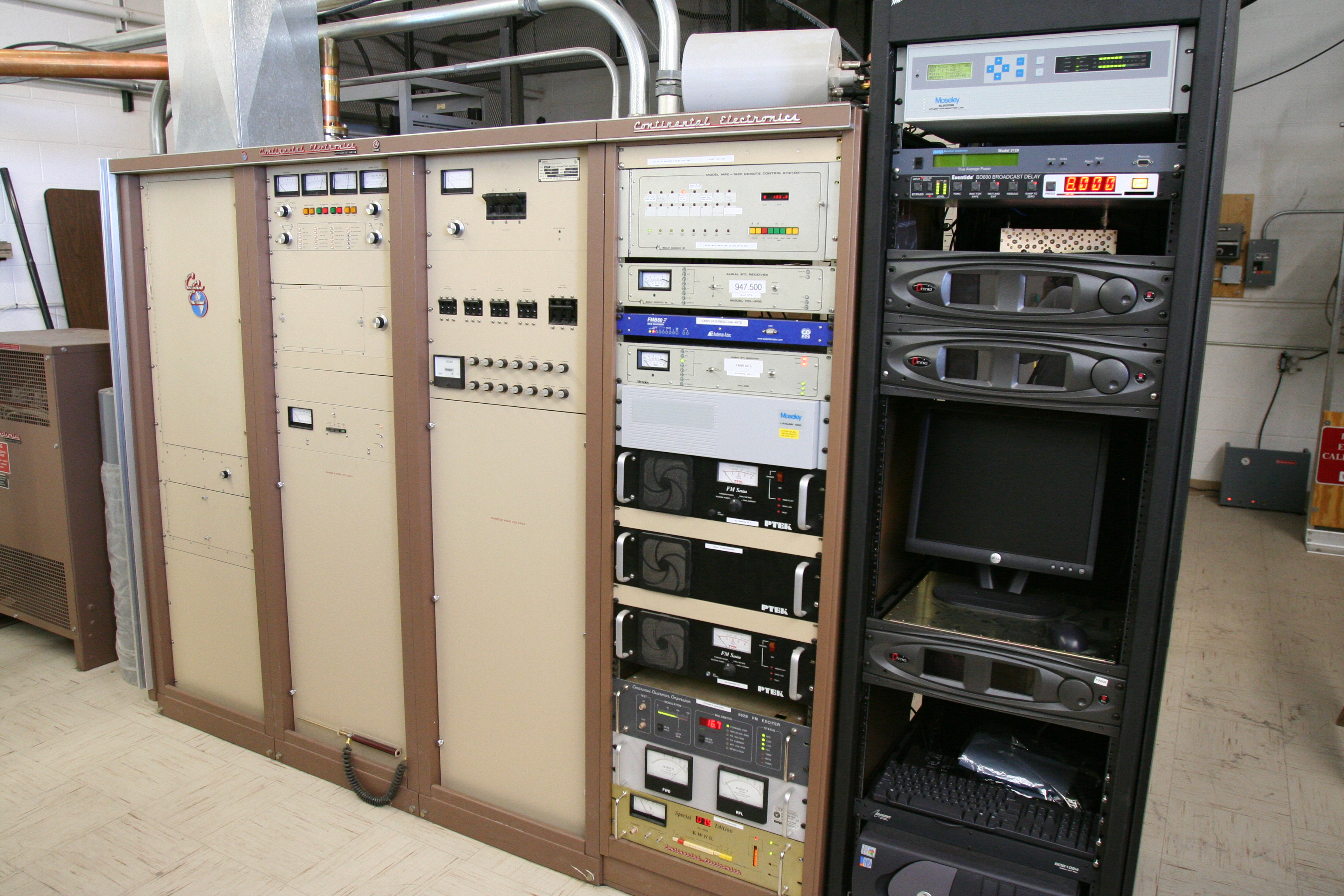
미국 네바다주 라스베가스에서 95.5MHz로 방송되는 KWNR 방송국의 FM 라디오 송출 장치

FM 방송(영어: FM broadcasting)은 주파수 변조를 이용하는 방송이다. 과거 아날로그 TV 방송의 음성부도 해당된다. 본 문서에서는 FM 라디오 방송을 토대로 설명한다. 2017년 1월 1일부터 노르웨이에서는 세계 최초로 FM 라디오 방송을 폐지하고 디지털 라디오 방송(DAB)으로 전환했다.

## 방송 대역
FM 라디오 방송 대역은 보통 전 세계적으로 초단파 87.5 ~ 108.0 MHz 사이에서 사용되고 있다. 주파수 간격은 보통 전세계적으로는 0.1 MHz(100 kHz)씩 사용하며, 일부 국가에 따라 간격 차이가 있다. 대한민국과 미국을 포함한 카리브해 연안 지역 등지에서는 0.2 MHz(200 kHz)씩 홀수 단위로 배당되며, 이탈리아와 태국에서는 0.05 MHz(50 kHz)씩 사용하기도 한다. 구 소련 및 과거 동구권 국가에서는 65 ~ 74 MHz 대역을 사용한적이 있으며 지금도 CCIR대역과 병행하고있다. 일본에서는 76 ~ 90 MHz 대역을 사용하고 있다가 2014년 와이드FM의 시행으로 인해 76 ~ 95MHz로 변경되었으며 .87.5~94.9까지는 국제용라디오와 호환된다.
방송대역의 상이함으로 인해 대부분 국가에서는 주파수 변환기(Band Expander)라는 액세러리를 제조/판매하고있다.

## 변조
FM 방송은 주파수 변조를 사용하는데, AM 방송(장파방송, 중파방송, 단파방송)에 비해 음질이 깨끗하며 기상 조건의 영향을 덜 받는 장점이 있다. AM 채널이 20여 개의 채널 밖에 두지 못한 반면, FM은 많은 주파수를 사용해서 채널 여유분이 많아 100여 개 이상의 채널을 두는 것이 가능하다.
주파수 변조의 특성상 넓은 주파수 대역을 사용해야하기 때문에 초단파이상의 주파수 대역을 사용한다. 넓은 주파수의 특성으로 음성주파수 대역이 50 Hz~15kHz으로 고음질의 방송과 스테레오 방송을 할 수 있다.

## 엠퍼시스
FM 방송으로 쓰는 주파수 변조는 변조 주파수가 높을 수록 잡음이 심한 경우가 생긴다. 이를 해결하기 위해 높은 변조 신호에서 변조를 강하게 하여 송신하고 역특성 회로로 원래 신호로 되돌려서 신호 대 잡음비를 개선하는 방식을 쓰는데 이를 엠퍼시스(Emphasis)라고 한다. 엠퍼시스는 송신측에서 변조하는 '프리엠퍼시스(pre-emphasis)'와 수신기에서 다시 되돌리는 '디엠퍼시스(de-emphasis)'가 있다.
대부분의 국가에서 엠퍼시스 값은 50μs이며, 북미지역과 중국, 대한민국에서는 75μs이다. 모노와 스테레오 방송 모두 적용된다. 프리엠퍼시스와 디엠퍼시스의 값이 다른 경우 고음부 신호가 약간 왜곡되는 경우가 있다.

## FM 스테레오
FM 스테레오 방송은 FM 방송을 두가지 신호로 동시에 보내는 방식이다. 초단파 주파수가 가지는 장점인 넓은 전파의 폭을 이용하여 전면 부분의 입체 재생 효과를 낼 수 있다.
FM 스테레오 방송은 주로 파일럿 톤 방식(AM-FM 스테레오 방식)을 사용한다. 이 방식은 기존 모노 FM 수신기와 호환을 위해 나온 것으로 좌측(L),우측(R) 마이크로폰으로 입력된 두 신호를 변조한 합신호(L+R)와 차신호(L-R)를 하나의 전파에 담는다. 모노 방송으로 송출되는 합신호(L+R)의 대역폭은 0~15KHz, 스테레오 방송으로 송출되는 차신호(L-R)의 대역폭은 23~53kHz이며, 여기서 23~38 kHz,38~53kHz로 나뉘어 각각 L,R신호를 담는다. 그리고 가운데의 19 kHz 대역에 검토용으로 사용하는 파일럿 신호를 사용한다.
파일럿 톤 방식의 장점은 기존 모노 수신기와 호환이 된다는 점이 있으나 모노 방송에 비해 전파 왜곡에 더 민감해서 잡음에 약하며, 부분적인 중첩 방식이기 때문에 분리도 면에서 10%정도로 손실되는 문제가 있다.
보통 2채널 스테레오 방식인데, 4채널 스테레오 방송을 1970년대 미국 중심으로 실용화할 예정이었으나 방식이 통일되지 않고, 높은 비용으로 무산되었다.

## FM 다중 방송
FM 방송의 주파수 대역은 고음질과 스테레오 방송을 실시함에도 대역폭의 여유가 있기 때문에 이를 활용하여 별도의 음성 신호나 데이터를 중첩하여 방송하는 FM 다중 방송같은 시스템도 가능하다.
FM 다중 방송은 텔레비전의 음성다중방송과 같은 원리이며 FM 방송의 주파수 대역폭중 57 kHz, 67 kHz, 76 kHz, 92kHz의 높은 대역에 보조 채널을 설정하고 여기에서 프로그램 안내, 뉴스 헤드라인, 교통 정보, 주식 정보, 무선 호출(페이징), 라디오 텍스트, 배경 음악, 날짜, 시각 등 여러 가지 다양한 내용을 보낼 수 있다.
FM 다중 방송 방식은 크게 3가지가 있다.
- 라디오 데이터 시스템(RDS) : 57kHz의 대역을 사용한다. 전송 속도는 1187.5bps로 유럽에서 주로 쓰이는 방식이다.
- 보조적 통신 업무 허가(SCA) : 67kHz의 대역을 사용한다. 1955년 미국에서 시작한 방식으로 최초의 FM 다중 방송 방식으로 알려져 있다. KBS 제3라디오가 2000년에 중파 방송 전환 이전에 1995년 KBS 제1라디오의 표준FM 방송에서 SCA방식을 통한 FM 다중 방송으로 송출한 적이 있었다.
- 데이터 라디오 채널(DARC) : 76kHz의 대역을 사용한다. 16kbps의 대용량으로 전송하며 1986년 일본 NHK에서 실시한 방식이다. 1995년 3월 28일 카시오에서 문자 데이터를 수신받아 화면에 내보내는 수신기인 '카시오 MR-1'을 내놓았다.[5]

## 대한민국 FM 라디오 방송
| 대북방송 성격이 강한 KBS 한민족방송과 AFN Thunder AM을 제외하고, 모든 한국의 AM방송은 표준FM으로서 그대로 들을 수 있기 때문에 표준FM과 음악FM을 병행 운용하고 있다. - KBS 제1표준FM (1라디오) - KBS 제2표준FM (2라디오, 해피FM) - KBS 제3표준FM (3라디오, 사랑의 소리 방송)수도권 - KBS 한민족방송 (제1방송, 제2방송)1990년대 중반 중단 - KBS 클래식FM (1FM) - KBS 쿨FM (2FM)수도권 - MBC 표준FM - MBC FM4U - SBS 러브FM (SBS 표준FM) - SBS 파워FM - KNN 러브FM (KNN 표준FM) - KNN 파워FM - EBS FM | - CBS 표준FM - CBS 음악FM - FEBC FM - BBS FM - Cpbc FM - WBS FM - 경인방송 iFM수도권 - OBS 라디오 - 경기방송 KFM수도권/2020년 3월 중단 - YTN News FM수도권 - 아리랑 라디오제주특별자치도 한정 - Gugak FM - TBS FM수도권 | - TBS eFM - TBN 한국교통방송 - 국방FM - AFN The Eagle - 관악FM - 마포FM - 성남FM - 금강FM - 성서공동체FM - 광주시민방송 - 영주FM |

## 같이 보기
- 라디오
- 초단파
- 표준FM
- 음악FM